# Tennis Borussia Berlin 1975-1976
Questa voce raccoglie le informazioni riguardanti il Tennis Borussia Berlino nelle competizioni ufficiali della stagione 1975-1976.

## Stagione
Nella stagione 1975-1976 il Tennis Borussia Berlino, allenato da Helmuth Johannsen, concluse il campionato di 2. Bundesliga al 1º posto. In Coppa di Germania il Tennis Borussia Berlino fu eliminato al terzo turno dal Bayern Monaco.

## Rosa
| N. |                     | Ruolo | Calciatore          |
| -- | ------------------- | ----- | ------------------- |
|    | Germania (bandiera) | P     | Hubert Birkenmeier  |
|    | Germania (bandiera) | P     | Manfred Wittke      |
|    | Germania (bandiera) | D     | Peter Eggert        |
|    | Germania (bandiera) | D     | Stephan Hoffmann    |
|    | Germania (bandiera) | D     | Ditmar Jakobs       |
|    | Germania (bandiera) | D     | Hans-Georg Kraus    |
|    | Germania (bandiera) | D     | Werner Novak        |
|    | Germania (bandiera) | D     | Norbert Siegmann    |
|    | Germania (bandiera) | D     | Hans Sprenger       |
|    | Germania (bandiera) | C     | Winfried Berkemeier |

| N. |                     | Ruolo | Calciatore          |
| -- | ------------------- | ----- | ------------------- |
|    | Germania (bandiera) | C     | Dirk Heun           |
|    | Germania (bandiera) | C     | Horst Nußbaum       |
|    | Germania (bandiera) | C     | Peter Pagel         |
|    | Germania (bandiera) | C     | Jürgen Schulz       |
|    | Germania (bandiera) | C     | Gerd Schwidrowski   |
|    | Germania (bandiera) | C     | Michael Zimmer      |
|    | Germania (bandiera) | A     | Albert Bittlmayer   |
|    | Germania (bandiera) | A     | Christian Sackewitz |
|    | Germania (bandiera) | A     | Norbert Stolzenburg |
|    | Germania (bandiera) | A     | Karlheinz Subklewe  |

## Organigramma societario
Area tecnica
- Allenatore: Helmuth Johannsen, Fritz Schollmeyer
- Allenatore in seconda:
- Preparatore dei portieri:
- Preparatori atletici:

## Calciomercato

### Sessione estiva
| Acquisti | Acquisti            | Acquisti          | Acquisti |
| R.       | Nome                | da                | Modalità |
| -------- | ------------------- | ----------------- | -------- |
| C        | Winfried Berkemeier | Colonia           |          |
| C        | Dirk Heun           | RW Oberhausen     |          |
| A        | Christian Sackewitz | Hertha Zehlendorf |          |
| C        | Michael Zimmer      | Hertha Zehlendorf |          |

| Cessioni | Cessioni          | Cessioni          | Cessioni |
| R.       | Nome              | a                 | Modalità |
| -------- | ----------------- | ----------------- | -------- |
| C        | Gino Ferrin       | St. Pauli         |          |
| A        | Peter Geyer       | Borussia Dortmund |          |
| A        | Wolfgang Sühnholz | Boston Minutemen  |          |

### Sessione invernale
| Acquisti | Acquisti | Acquisti | Acquisti |
| R.       | Nome     | da       | Modalità |
| -------- | -------- | -------- | -------- |

| Cessioni | Cessioni | Cessioni | Cessioni |
| R.       | Nome     | a        | Modalità |
| -------- | -------- | -------- | -------- |

## Risultati

### 2. Bundesliga

#### Girone di andata
| Arbitro: | Jensen |

|                                   |           |  |
| Wolf 4’ Gruler 29’ Hochheimer 63’ | Marcatori |  |

| Arbitro: | Redelfs |

|                              |           |            |
| Siegmann 49’ Stolzenburg 50’ | Marcatori | 9’ Pröpper |

| Arbitro: | Kindervater |

|  |           |                                |
|  | Marcatori | 36’ Stolzenburg 71’ Bittlmayer |

| Arbitro: | Gabriel |

|                                                   |           |  |
| Stolzenburg 9’, 13’, 86’ Bittlmayer 55’, 63’, 88’ | Marcatori |  |

| Arbitro: | Lutz |

|                                              |           |  |
| Schildt 2’ Kasperski 4’ Wagner 18’ Geyer 65’ | Marcatori |  |

| Arbitro: | Heitmann |

|                               |           |                      |
| Berkemeier 5’ Stolzenburg 25’ | Marcatori | 88’ (rig.) Babington |

| Arbitro: | Gathmann |

|                     |           |                                                 |
| Rummenigge 14’, 58’ | Marcatori | 2’, 25’ Stolzenburg 31’ Bittlmayer 85’ Subklewe |

| Arbitro: | Horstmann |

|                                                  |           |                                |
| Jakobs 58’ Berkemeier 80’ Stolzenburg 84’ (rig.) | Marcatori | 31’ (rig.) Struth 85’ Wesseler |

| Arbitro: | Holste |

|             |           |            |
| Schramm 73’ | Marcatori | 29’ Jakobs |

| Arbitro: | Brückner |

|                                    |           |                          |
| Eggert 65’ Subklewe 76’ Jakobs 80’ | Marcatori | 17’ Ressel 47’ Bremekamp |

| Arbitro: | Gabriel |

|             |           |  |
| Kuballa 28’ | Marcatori |  |

| Arbitro: | Schön |

|                                |           |  |
| Bittlmayer 30’ Jakobs 69’, 81’ | Marcatori |  |

| Arbitro: | Boe |

|            |           |                           |
| Höfert 40’ | Marcatori | 36’ Stolzenburg 60’ Kraus |

| Arbitro: | Lutz |

|                                                      |           |             |
| Schulz 37’ Stolzenburg 61’ Berkemeier 67’ Jakobs 80’ | Marcatori | 57’ Rehbach |

| Arbitro: | Gremmler |

|                      |           |                           |
| Leufgen 57’ Bals 66’ | Marcatori | 74’ Bittlmayer 87’ Eggert |

| Arbitro: | Leyding |

|                                             |           |            |
| Berkemeier 42’ Stolzenburg 65’ Sprenger 73’ | Marcatori | 48’ Konrad |

| Arbitro: | Redelfs |

|  |           |                                |
|  | Marcatori | 38’ Stolzenburg 58’ Bittlmayer |

| Berlino 20 dicembre 1975, ore 15:00 CET 18ª giornata | TeBe Berlino | 0 – 0 referto | Osnabrück | Mommsenstadion (4 900 spett.)\| Arbitro: \| Fork \| |
| Arbitro:                                             | Fork         |               |           |                                                     |

| Arbitro: | Meijerink |

|                      |           |                |
| John 43’ (rig.), 62’ | Marcatori | 40’ Berkemeier |

#### Girone di ritorno
| Arbitro: | Kindervater |

|                                                               |           |  |
| Jakobs 40’ Bittlmayer 51’ Stolzenburg 58’ Siegmann 68’ (rig.) | Marcatori |  |

| Arbitro: | Basedow |

|            |           |                                          |
| Gerber 67’ | Marcatori | 16’, 52’ Bittlmayer 77’, 79’ Stolzenburg |

| Arbitro: | Niemann |

|                                                                |           |  |
| Berkemeier 27’ Schulz 50’ Heun 62’ Subklewe 83’ Bittlmayer 90’ | Marcatori |  |

| Arbitro: | Hanschke |

|            |           |  |
| Reuter 82’ | Marcatori |  |

| Arbitro: | Roth |

|                 |           |                                  |
| Stolzenburg 10’ | Marcatori | 49’ Nerlinger 73’ Wolf 87’ Geyer |

| Arbitro: | Jensen |

|           |           |                               |
| Grede 62’ | Marcatori | 8’ Stolzenburg 47’ Bittlmayer |

| Arbitro: | Boe |

|  |           |                |
|  | Marcatori | 38’ Roggensack |

| Arbitro: | Hilker |

|                                                              |           |               |
| Müller 16’ Mödrath 56’, 59’, 62’ Dohmen 68’ Hattenberger 70’ | Marcatori | 2’ Berkemeier |

| Arbitro: | Picker |

|                 |           |  |
| Stolzenburg 51’ | Marcatori |  |

| Arbitro: | Meijerink |

|  |           |                                                            |
|  | Marcatori | 5’ Bittlmayer 30’, 84’ Subklewe 32’ Stolzenburg 82’ Schulz |

| Arbitro: | Lüling |

|                                                    |           |  |
| Schulz 62’ Jakobs 70’ Sprenger 85’ Stolzenburg 86’ | Marcatori |  |

| Münster 1º maggio 1976, ore 15:00 CET 31ª giornata | Preußen Münster | 0 – 0 referto | TeBe Berlino | Preußenstadion (18 000 spett.)\| Arbitro: \| Ohmsen \| |
| Arbitro:                                           | Ohmsen          |               |              |                                                        |

| Arbitro: | Eschweiler |

|                                    |           |  |
| Sprenger 44’ Jakobs 71’ Zimmer 82’ | Marcatori |  |

| Arbitro: | Gremmler |

|  |           |                               |
|  | Marcatori | 8’ Stolzenburg 78’ Berkemeier |

| Arbitro: | Horstmann |

|                                             |           |          |
| Sprenger 18’, 61’ Jakobs 51’ Berkemeier 66’ | Marcatori | 59’ Bals |

| Arbitro: | Richter |

|                                     |           |                 |
| Ochmann 1’ Kacmierczak 11’ Deus 43’ | Marcatori | 57’, 77’ Jakobs |

| Arbitro: | Jensen |

|                             |           |  |
| Siegmann 6’ Stolzenburg 23’ | Marcatori |  |

| Arbitro: | Hennig |

|           |           |                      |
| Greif 79’ | Marcatori | 67’, 76’ Stolzenburg |

| Arbitro: | Zuchantke |

|                                                     |           |               |
| Stolzenburg 54’, 68’ Schulz 63’ Siegmann 85’ (rig.) | Marcatori | 75’ Lunenburg |

### Coppa di Germania
| Arbitro: | Ohmsen |

|                    |           |  |
| Sackewitz 21’, 38’ | Marcatori |  |

| Arbitro: | Hellwig |

|               |           |                               |
| Otterbach 62’ | Marcatori | 35’ Bittlmayer 48’ Berkemeier |

| Arbitro: | Kettenbach |

|                                           |           |  |
| Torstensson 16’ Müller 60’ Rummenigge 82’ | Marcatori |  |

## Statistiche

### Statistiche di squadra
| Competizione      | Punti | In casa | In casa | In casa | In casa | In casa | In casa | In trasferta | In trasferta | In trasferta | In trasferta | In trasferta | In trasferta | Totale | Totale | Totale | Totale | Totale | Totale | DR  |
| Competizione      | Punti | G       | V       | N       | P       | Gf      | Gs      | G            | V            | N            | P            | Gf           | Gs           | G      | V      | N      | P      | Gf     | Gs     | DR  |
| ----------------- | ----- | ------- | ------- | ------- | ------- | ------- | ------- | ------------ | ------------ | ------------ | ------------ | ------------ | ------------ | ------ | ------ | ------ | ------ | ------ | ------ | --- |
| 2. Bundesliga     | 54    | 19      | 16      | 1       | 2       | 54      | 14      | 19           | 9            | 3            | 7            | 32           | 29           | 38     | 25     | 4      | 9      | 86     | 43     | +43 |
| Coppa di Germania | -     | 1       | 1       | 0       | 0       | 2       | 0       | 2            | 1            | 0            | 1            | 2            | 4            | 3      | 2      | 0      | 1      | 4      | 4      | 0   |
| Totale            | 54    | 20      | 17      | 1       | 2       | 56      | 14      | 21           | 10           | 3            | 8            | 34           | 33           | 41     | 27     | 4      | 10     | 90     | 47     | +43 |

### Andamento in campionato
| Giornata  | 1  | 2  | 3 | 4 | 5 | 6 | 7 | 8 | 9 | 10 | 11 | 12 | 13 | 14 | 15 | 16 | 17 | 18 | 19 | 20 | 21 | 22 | 23 | 24 | 25 | 26 | 27 | 28 | 29 | 30 | 31 | 32 | 33 | 34 | 35 | 36 | 37 | 38 |
| --------- | -- | -- | - | - | - | - | - | - | - | -- | -- | -- | -- | -- | -- | -- | -- | -- | -- | -- | -- | -- | -- | -- | -- | -- | -- | -- | -- | -- | -- | -- | -- | -- | -- | -- | -- | -- |
| Luogo     | T  | C  | T | C | T | C | T | C | T | C  | T  | C  | T  | C  | T  | C  | T  | C  | T  | C  | T  | C  | T  | C  | T  | C  | T  | C  | T  | C  | T  | C  | T  | C  | T  | C  | T  | C  |
| Risultato | P  | V  | V | V | P | V | V | V | N | V  | P  | V  | V  | V  | N  | V  | V  | N  | P  | V  | V  | V  | P  | P  | V  | P  | P  | V  | V  | V  | N  | V  | V  | V  | P  | V  | V  | V  |
| Posizione | 17 | 15 | 9 | 4 | 8 | 5 | 3 | 3 | 2 | 2  | 6  | 5  | 3  | 2  | 2  | 2  | 1  | 2  | 2  | 1  | 1  | 1  | 1  | 2  | 1  | 2  | 2  | 2  | 2  | 2  | 1  | 1  | 1  | 1  | 1  | 1  | 1  | 1  |

Legenda:

Luogo: C = Casa; T = Trasferta. Risultato: V = Vittoria; N = Pareggio; P = Sconfitta.

### Statistiche dei giocatori
| Giocatore       | 2. Bundesliga | 2. Bundesliga | 2. Bundesliga | 2. Bundesliga | Coppa di Germania | Coppa di Germania | Coppa di Germania | Coppa di Germania | Totale   | Totale | Totale      | Totale     |
| Giocatore       | Presenze      | Reti          | Ammonizioni   | Espulsioni    | Presenze          | Reti              | Ammonizioni       | Espulsioni        | Presenze | Reti   | Ammonizioni | Espulsioni |
| --------------- | ------------- | ------------- | ------------- | ------------- | ----------------- | ----------------- | ----------------- | ----------------- | -------- | ------ | ----------- | ---------- |
| W. Berkemeier   | 37            | 9             | 2             | 0             | 3                 | 1                 | 0                 | 0                 | 40       | 10     | 2           | 0          |
| H. Birkenmeier  | 35            | 0             | 0             | 0             | 2                 | 0                 | 0                 | 0                 | 37       | 0      | 0           | 0          |
| A. Bittlmayer   | 29            | 14            | 0             | 0             | 3                 | 1                 | 0                 | 0                 | 32       | 15     | 0           | 0          |
| P. Eggert       | 37            | 2             | 2             | 0             | 3                 | 0                 | 1                 | 0                 | 40       | 2      | 3           | 0          |
| D. Heun         | 15            | 1             | 1             | 0             | 1                 | 0                 | 0                 | 0                 | 16       | 1      | 1           | 0          |
| S. Hoffmann     | 1             | 0             | 0             | 0             | 0                 | 0                 | 0                 | 0                 | 1        | 0      | 0           | 0          |
| D. Jakobs       | 38            | 12            | 0             | 0             | 3                 | 0                 | 1                 | 0                 | 41       | 12     | 1           | 0          |
| H. Kraus        | 32            | 1             | 4             | 0             | 3                 | 0                 | 0                 | 0                 | 35       | 1      | 4           | 0          |
| W. Novak        | 6             | 0             | 0             | 0             | 0                 | 0                 | 0                 | 0                 | 6        | 0      | 0           | 0          |
| H. Nußbaum      | 0             | 0             | 0             | 0             | 0                 | 0                 | 0                 | 0                 | 0        | 0      | 0           | 0          |
| P. Pagel        | 1             | 0             | 0             | 0             | 0                 | 0                 | 0                 | 0                 | 1        | 0      | 0           | 0          |
| C. Sackewitz    | 15            | 0             | 1             | 0             | 1                 | 2                 | 0                 | 0                 | 16       | 2      | 1           | 0          |
| J. Schulz       | 38            | 5             | 0             | 0             | 3                 | 0                 | 0                 | 0                 | 41       | 5      | 0           | 0          |
| G. Schwidrowski | 2             | 0             | 0             | 0             | 0                 | 0                 | 0                 | 0                 | 2        | 0      | 0           | 0          |
| N. Siegmann     | 37            | 4             | 4             | 0             | 3                 | 0                 | 1                 | 0                 | 40       | 4      | 5           | 0          |
| H. Sprenger     | 36            | 5             | 1             | 0             | 3                 | 0                 | 0                 | 0                 | 39       | 5      | 1           | 0          |
| N. Stolzenburg  | 38            | 27            | 3             | 0             | 3                 | 0                 | 0                 | 0                 | 41       | 27     | 3           | 0          |
| K. Subklewe     | 35            | 5             | 6             | 0             | 2                 | 0                 | 0                 | 0                 | 37       | 5      | 6           | 0          |
| M. Wittke       | 5             | 0             | 0             | 0             | 1                 | 0                 | 0                 | 0                 | 6        | 0      | 0           | 0          |
| M. Zimmer       | 9             | 1             | 0             | 0             | 1                 | 0                 | 0                 | 0                 | 10       | 1      | 0           | 0          |